# Teatro Ed Sullivan
El Teatro Ed Sullivan (en inglés: Ed Sullivan Theater) es un teatro histórico ubicado en Nueva York, Nueva York. El Teatro Ed Sullivan se encuentra inscrito  en el Registro Nacional de Lugares Históricos desde el 17 de noviembre de 1997. Herbert J. Krapp fue el arquitecto del teatro en honor al legendario presentador Ed Sullivan.

## Ubicación
El Teatro Ed Sullivan se encuentra dentro del condado de Nueva York en las coordenadas 40°45′49″N 73°59′00″O / 40.763611, -73.983333.